# جولای پرینسیپ
جولای پرینسیپ (نام علمی: Ploceus princeps) نام یک گونه از سرده جولاها است.